# Koksijde
Koksijde er en kommune i den belgiske provins Vestflandern med godt 21.000 indbyggere. Byen ligger ved Nordsøkysten og har et areal på næsten 44 km². Den omfatter også kystbyerne Sint-Idesbald og Oostduinkerke og byen Wulpen.
I Koksijde fandtes i Middelalderen et cistercienserkloster ved navn Ten Duinen (=beliggende i klitterne).
Et museum belyser klostrets og munkeordenens historie i Nederlandene, ligesom man kan besøge klostrets fundamenter .
I Sint-Idesbald findes Museum Paul Delvaux, tilegnet den belgiske surrealistiske maler af samme navn. Museet er beliggende i et tidligere fiskerhus og ejes af en stiftelse .